# Yeehaw Junction
Yeehaw Junction is een plaats (census-designated place) in de Amerikaanse staat Florida, en valt bestuurlijk gezien onder Osceola County.

## Demografie
Bij de volkstelling in 2000 werd het aantal inwoners vastgesteld op 21.778.

## Geografie
Volgens het United States Census Bureau beslaat de plaats een oppervlakte van
14,6 km², waarvan 14,5 km² land en 0,1 km² water.

## Plaatsen in de nabije omgeving
De onderstaande figuur toont nabijgelegen plaatsen in een straal van 12 km rond Yeehaw Junction.